# 변화의 바람
|  | 이 문서는 수필입니다. 이 문서에는 하나 이상의 위키백과 기여자의 조언이나 의견을 담고 있습니다. 이 문서는 백과사전 항목이 아니며, 공동체의 철저한 검증을 받지 않았기 때문에 위키백과의 정책이나 지침 또한 아닙니다. 수필은 널리 공유되는 생각을 담을 수도, 소수의 관점을 담을 수도 있습니다. |

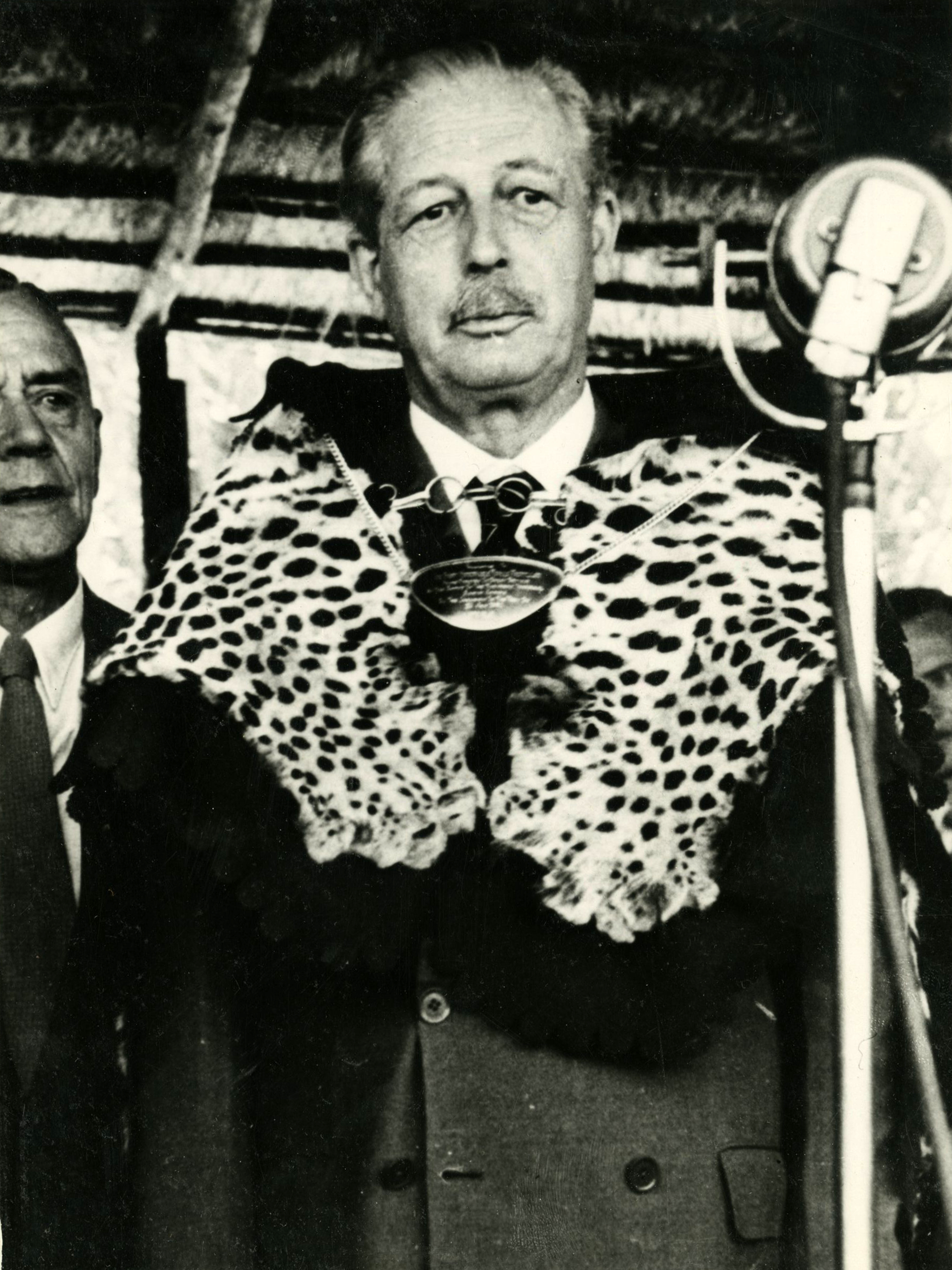
1960년 피터스버그의 해럴드 맥밀런, 노던 트란스발

"변화의 바람" 연설은 1960년 2월 3일 케이프타운에서 영국 총리 해럴드 맥밀런이 남아프리카 공화국 의회에 한 연설이다. 그는 한 달 동안 아프리카에 머무르며 여러 영국 식민지를 방문했다. 노동당이 1945년부터 1951년까지 집권했을 때, 탈식민지화 과정을 시작했으나, 1951년 이후 보수당 정부에 의해 이 정책은 중단되거나 적어도 늦춰졌다. 맥밀런의 연설은 영국 정부를 구성하고 있던 보수당이 더 이상 많은 영토의 독립을 방해하지 않을 것임을 시사했다.
이 연설은 그 안에 담긴 인용구에서 이름을 얻었다.
이 대륙을 통해 변화의 바람이 불어오고 있습니다. 우리가 원하든 원하지 않든, 이러한 민족 의식의 성장은 정치적 사실입니다.
이 연설은 사실 맥밀런이 두 번째로 한 연설이었다. 그는 1960년 1월 10일 가나 아크라 (이전 영국령 골드코스트)에서 처음으로 연설했으나 거의 반응이 없었다. 그러나 이번에는 언론의 주목을 받았는데, 이는 적어도 부분적으로는 냉담한 반응 때문이었다. 맥밀런의 케이프타운 연설은 그가 남아프리카 공화국을 그의 발언에 포함시킨다는 것을 분명히 했으며, 남아프리카 공화국의 아파르트헤이트에 대한 영국 정책의 변화를 나타냈다.
영연방의 일원으로서 남아프리카 공화국에 우리의 지지와 격려를 보내는 것이 우리의 진심 어린 소망입니다. 하지만 솔직히 말씀드리자면, 여러분의 정책 중 일부 측면은 우리 영토에서 구현하고자 하는 자유인의 정치적 운명에 대한 우리의 깊은 신념에 위배되지 않고서는 우리가 그렇게 하는 것을 불가능하게 만듭니다.
이 연설은 원문에서는 "wind"가 단수였음에도 불구하고 흔히 "Winds of Change" 연설이라고도 불린다. 맥밀런 자신은 그의 회고록 첫 번째 권에 "Winds of Change"(1966)라는 제목을 붙였다.

## 배경
보수당의 지도자인 해럴드 맥밀런은 1957년부터 1963년까지 영국 총리를 지냈다. 그는 국가적 번영 증가와 냉전 긴장 완화 시기를 주재했다. 그러나 1921년 세계의 4분의 1을 차지했던 대영 제국은 영국 정부에게 재정적으로 지속 불가능해지기 시작했다. 아프리카 민족주의와 범아시아주의의 증가로 인해 정부는 제국의 여러 식민지에 독립을 부여함으로써 탈식민지화 과정을 시작하기로 결정했다.
대영 제국은 제2차 세계 대전이 끝난 후 해체되기 시작했다. 많은 영국인들은 제국을 운영하는 것이 가치보다 더 많은 문제를 야기한다고 결론을 내렸다. 이러한 결론에 기여하고 탈식민지화를 시작하는 데 도움이 된 국제적 요인에는 소련의 아프리카 침투에 대한 두려움이 포함되었다. 미국은 영국에 압력을 가하고 있었다. 미국 정부는 영국이 새로운 시장과 자원에 접근하기 위해 탈식민지화를 하기를 원했고, 또한 탈식민지화가 아프리카 민족주의 운동에 공산주의가 매력적인 선택지가 되는 것을 막기 위해 필요하다고 믿었다.
한편, 아프리카 민족주의자들은 자치에 대한 요구를 점점 더 강하게 표명하고 있었다. 남아프리카의 다수 통치로 가는 길은 영국과 포르투갈 식민지, 그리고 자치 자치령인 남아프리카 연방의 백인 인구가 흑인 다수 통치라는 생각에 적대적이었기 때문에 더 문제가 되었다.
1960년 영국령 소말릴란드의 독립은 같은 해 초 맥밀런이 남아프리카 공화국에서 한 "변화의 바람" 연설과 함께, 대영 제국의 해체가 절정에 달하는 10년의 시작을 알렸고, 아시아, 아프리카, 카리브 제도의 27개 옛 식민지가 독립 국가가 되었다.

## 아프리카 민족주의
아프리카 민족주의는 제2차 세계 대전 중에 고조되었다. 영국은 추축국과 싸우기 위한 자원을 확보하기 위해 아프리카 식민지에 대한 확실한 통제가 필요했다. 전쟁 내내 도움을 준 대가로 아프리카 식민지들은 정치적, 경제적 기회의 형태로 보상을 받기를 원했다. 이러한 보상이 주어지지 않자 그들은 불만을 품고 독립 운동을 시작했다.
영국 서아프리카 식민지인 골드코스트는 1950년대에 아프리카 독립운동의 큰 희망이 되는 곳이 되었는데, 이는 그곳의 평균 교육 수준이 사하라 이남 아프리카 전체에서 가장 높았고, 그 주민들이 독립 운동을 강력히 지지했기 때문이었다. 골드코스트 민족주의자들은 대영 제국의 다른 대부분의 식민지들이 탈식민지화 과정을 시작하기 전부터 제2차 세계 대전 이전부터 자치권을 위한 운동을 벌였다. 전쟁 후, 콰메 은크루마의 컨벤션 인민당(CPP)은 자치 정부를 지지하는 시민 불복종 운동을 조직했다. 1951년 선거에서 CPP는 38석 중 34석을 얻었고, 은크루마는 총리가 되었으며, 1957년에는 은크루마의 지도 아래 가나로 독립했다.
한편, 다른 아프리카 식민지들에서는 독립에 대한 열망이 백인 정착민들의 반대에 부딪혔다. 백인 정착민들은 일반적으로 식민지를 정치적, 경제적으로 지배했다. 그들은 아프리카인들에게 보통선거를 거부하고, 영국 정부를 설득하여 식민지 영토를 연방으로 통합하려 함으로써 자신들의 지배력을 주장했다. 그러나 백인 정착민 소수는 아프리카 민족주의의 감정을 억누를 수 없었다. 권력 이양이 신속하게 이루어지지 않으면 아프리카 민족주의가 어쨌든 식민지 통치를 약화시킬 것이라는 경고가 있었다. 새로운 아프리카 정부의 협력을 얻기 위해 영국 정부는 탈식민지화를 하고 그들에게 독립 또는 적어도 자치권을 부여해야 할 필요성을 느꼈다. 이는 해당 지역을 직접 통제하는 것에 대한 좋은 대안으로 여겨졌다.틀:Bywho
1960년까지 맥밀런의 보수당 정부는 벨기에령 콩고와 프랑스령 알제리에서 아프리카 민족주의자들과의 폭력적인 대립의 영향에 대해 우려하기 시작했다. 보수당은 폭력적인 활동이 영국 식민지로 확산될 것을 두려워했다. 맥밀런은 아프리카로 가서 "변화의 바람" 연설을 순회하며 전달했다. 이 연설은 "변화의 바람이 이 대륙을 통해 불고 있으며, 우리가 좋든 싫든 간에 이러한 민족 의식의 성장은 정치적 사실이다. 우리는 모두 이를 사실로 받아들이고, 우리의 국가 정책은 이를 고려해야 한다"는 문구에서 이름을 따왔다. 연설 직후, 식민지 장관(1959-1961)인 이아인 맥클라우드는 동아프리카의 독립을 위한 원래 일정을 10년 앞당겼다. 1961년 탕가니카, 1962년 우간다, 1963년 케냐가 독립을 얻었다.

## 결과
남아프리카 공화국에서 이 연설은 불편하게 받아들여졌다. 이 연설은 탈식민지화 정책을 재확인하는 것 외에도, 남아프리카 연방과 영국 내에서 향후 1년 안에 일어날 정치적 변화를 예고했다. 1961년 남아프리카 공화국의 수립은 국가가 영연방에서 탈퇴하는 것으로 이어졌는데, 이는 부분적으로 맥밀런의 연설에서 선언된 아파르트헤이트에 대한 영국의 지지 철회와 함께 인도 및 캐나다와 같은 영연방 내 다른 국가들의 추가적인 비난의 결과였다.
이 연설에 대해 보수당의 우익으로부터 광범위한 반발이 있었다. 그들은 영국이 식민지를 유지하기를 원했다. 이 연설은 압력 단체인 보수 월요 클럽의 직접적인 형성으로 이어졌다.

## 원래의 전달 및 남아프리카 공화국에서의 영향

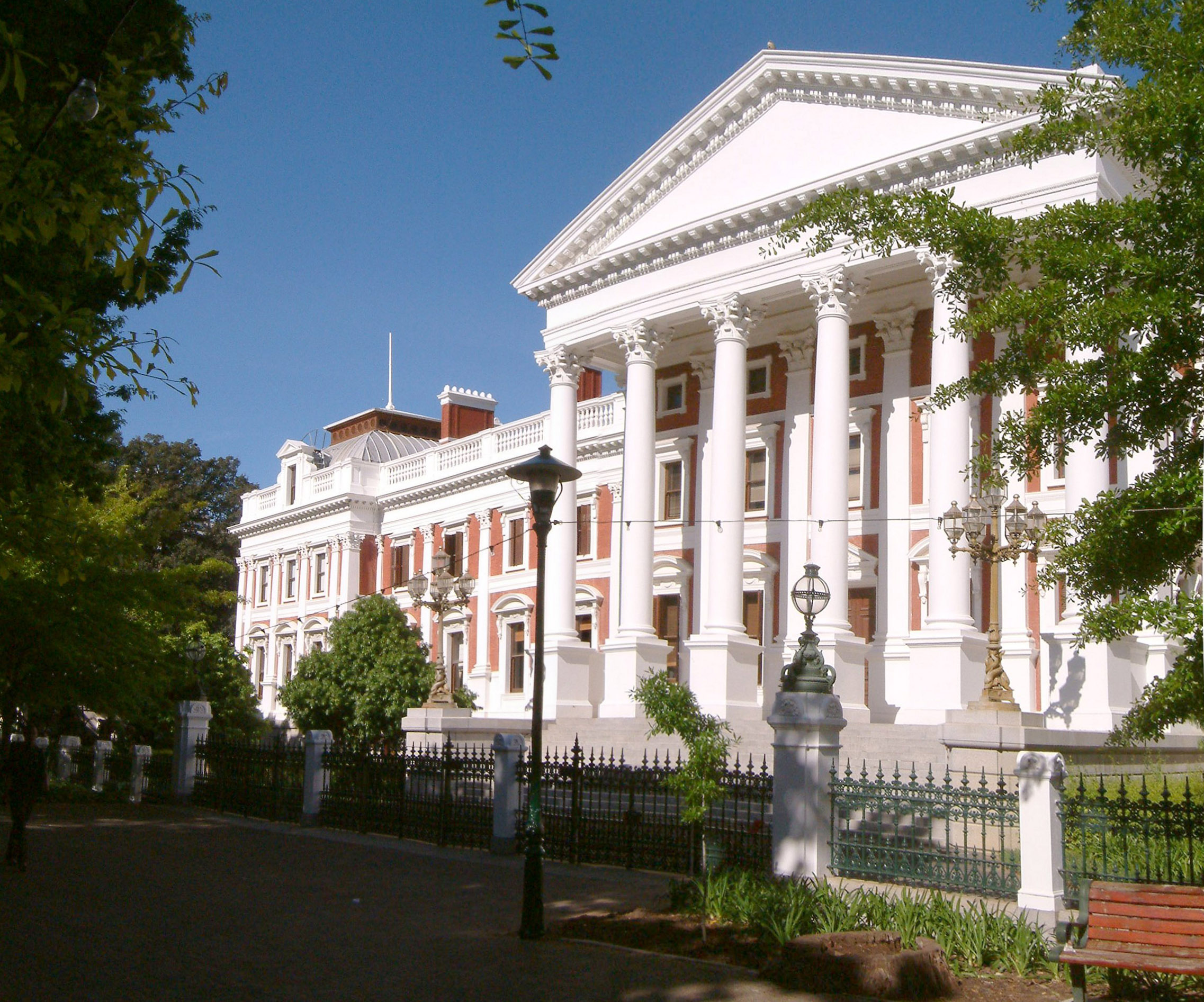
연설이 원래 전달된 케이프타운의 남아프리카 의사당.

1960년은 변화가 많은 해였다. 남아프리카 공화국 총리 헨드릭 페르부르트가 남아프리카 공화국이 공화국이 될 것인지에 대한 국민투표를 실시할 것이라는 놀라운 발표가 있었다. 2월 3일 맥밀런의 연설 이후, 4월 9일 페르부르트 암살 시도가 있었다. 이후, 아프리카 국민회의 (ANC)와 범아프리카주의자 회의 (PAC)는 비상사태에서 불법으로 선언되었고, 다른 논란들도 있었다.
맥밀런은 흔히 "변화의 바람"으로 알려진 연설을 직접 작곡하지 않았지만, 섬세한 상황에 완벽한 표현을 도출하는 데 도움을 준 수많은 친구와 동료들의 의견을 받았다. 그는 영국을 분리시키면서도 그곳의 흑인 민족주의자들에게 자유와 평등을 미묘하게 추구하도록 영감을 주고 싶었다. 다른 숨겨진 동기는 미국 정부가 모든 유럽 국가들에게 탈식민지화를 시작하도록 많은 압력을 가했다는 것이었다. 영국이 탈식민지화 과정에 완전히 헌신하고 있음을 전 세계에 알림으로써, 그는 더 많은 정치적 기회를 열었다. 이 연설은 여러 당사자와 이해관계를 동시에 다루려는 대담한 시도였다.
연설을 하기 전에 맥밀런은 1월 5일에 시작된 6주간의 아프리카 순방을 떠났다. 그는 가나, 나이지리아, 로디지아, 니아살란드에 이어 남아프리카 공화국을 방문했으며, 그곳에서 페르부르트와 만남이 이루어졌다. 맥밀런은 두 차례의 세계 대전으로 인해 그들에게 닥친 변화의 필요성을 설명하려 했다.
맥밀런은 여러 가지 이유로 연설을 했다. 이 연설은 주로 영국과 남아프리카 식민지 간의 분리에 관한 것이었지만, 아파르트헤이트 체제에 대한 불만도 언급했으며, 영국 정부에 긍정적인 정치적 결과를 가져왔다. 이 연설은 탈식민지화에 대한 주요 정책 변화의 약속을 담고 있었으며, 실제로는 두 번 다른 장소에서 전달되었다. 처음에는 가나에서 주어졌지만 언론 보도가 없었고, 아크라 행사에는 거의 참석하지 않았다. 두 번째 연설은 2월 3일 케이프타운에서 더 널리 보도되었으며, 매우 엇갈린 평가를 받았다.
연설의 전달과 내용의 질로 판단한다면 성공적이라고 볼 수 있다. 연설이 성공적이었는지 고려할 때, 그 목표와 나란히 놓아야 한다. 영국이 아프리카의 식민 지배국으로서 의도한 철수를 비교적 명확하게 설명하고 있으므로, 큰 틀에서는 그 목적을 달성했다. 그러나 맥밀런의 의도가 남아프리카 공화국 백인들이 페르부르트의 아파르트헤이트 독트린을 포기하도록 설득하는 것이었다는 징후가 있으므로, 연설의 그 부분은 실패였다. 이 연설은 서방 세계의 저명하고 강력한 인물이 아파르트헤이트 관행을 비난하고 흑인 민족주의자들이 평등을 달성하도록 격려하는 중요한 순간이었지만, 여전히 암시된 의도만큼 획기적이거나 즉각적으로 효과적이지는 못했다.
일부 사람들은 연설에서 제시된 정책이 "아프리카에서의 영국 권리 포기"와 "백인 정착민의 냉소적인 포기"로 보인다는 믿음을 가지고 있었다. 모든 사람들이 영국이 옳은 움직임을 했다고 생각하지는 않았다. 방문 중 맥밀런을 만나지 못하도록 막혔던 (아마도 페르부르트에 의해) 일부 흑인 민족주의자들로부터는 모호한 반응이 있었고, 그들은 처음에 그의 연설에 대해 회의적이었다. 소규모의 ANC 지지자 집단이 요하네스버그와 케이프타운에 모여 맥밀런에게 요구하는 플래카드를 들고 침묵을 지켰다. 그들은 그가 의회 지도자들과 대화하기를 원했으며, "맥, 페르부르트는 우리의 지도자가 아닙니다"라는 현수막으로 그에게 손을 내밀었다. 심지어 만델라도 그 연설이 "굉장했다"고 생각했다고 한다. 그는 나중에 1996년 영국 의회 앞에서 맥밀런의 연설을 특별히 회고하는 연설을 했다. 또한 앨버트 루툴리는 연설에서 맥밀런이 아프리카인들에게 "약간의 영감과 희망"을 주었다고 언급했다.
일부 사람들은 맥밀런이 연설 내내 매우 긴장했다고 지적했다. 그는 페르부르트에게 의도적으로 숨겼던 연설을 knowingly 발표하고 있었기 때문에 페이지를 넘기는 데도 눈에 띄는 어려움을 겪었다. 그는 페르부르트에게 사전 사본을 주지 않고, 단지 주요 내용을 요약했을 뿐이었다.
연설이 끝나자 페르부르트의 얼굴에는 눈에 띄는 충격이 있었다. 그는 자리에서 벌떡 일어나 즉시 맥밀런에게 응답한 것으로 보인다. 그는 차분하고 침착하게 응답했으며, 이는 대중에게 널리 칭찬받았다. 맥밀런이 시한폭탄을 연설에 떨어뜨렸을 때 그는 체면을 살려야 했지만, 익숙하지 않은 말싸움에서 빠르고 능숙하게 대응했다. 그는 유명하게 "아프리카에서는 흑인뿐만 아니라 백인에게도 정의가 있어야 합니다"라고 응답했다. 그는 유럽인들에게 다른 고향은 없으며, 아프리카도 이제 그들의 고향이고, 그들은 또한 기독교적 가치에 기반을 두고 있기 때문에 공산주의에 강력히 반대하고 있다고 말했다.
사울 더보는 다음과 같이 말했다. "연설의 의도치 않은 효과는 페르부르트가 국내 정치에서 자신의 지배력을 강화하고, 그의 정치 경력의 두 가지 별개의 흐름, 즉 공화국 민족주의와 아파르트헤이트 이데올로기가 상호 강화되는 것처럼 보이도록 도움으로써 페르부르트에게 힘을 실어주는 데 도움이 되었다."
오늘날 연설의 초안과 최종본은 옥스퍼드 대학교의 보들리 도서관에 보관되어 있다.

## 영국 내 반응 및 태도
연설 후 대부분의 반응은 당시 영국 정부 내 보수당원들의 직접적인 응답으로 볼 수 있다. 맥밀런의 연설은 공식적으로 대영 제국에 대한 정책 변화의 선언으로 볼 수 있지만, 이전 정부의 행동은 이미 아프리카에서 탈식민지화의 느린 과정으로 나아가고 있었다. 그러나 중앙아프리카 연방이 소유한 식민지를 포기하는 점진적인 정책은 원래 서아프리카 지역만을 대상으로 할 예정이었다. 유럽인 거주자가 있는 특정 구속 지역 외의 지역은 처음에 영국 정부가 시작한 점진적 탈식민지화의 위협을 받지 않는 것으로 간주되었다. 따라서 맥밀런 연설의 여파는 큰 놀라움뿐만 아니라 당시 보수당원들의 배신감과 불신감을 불러일으켰다. 연설 당시 맥밀런의 내각의 일원이었던 킬뮤어 경은 다음과 같이 회고했다.
최근 역사에서 이보다 더 심각한 결과를 초래한 발언은 거의 없었다... 케냐의 정착민들은 배신감을 토로했고, 연방 장관들은 영국 정부에 대해 동등한 의심을 품었다.
이러한 감정은 아프리카 식민지의 유럽 정착민들뿐만 아니라 맥밀런이 당의 노선을 잘못된 방향으로 이끌었다고 느낀 그의 당원들 사이에서도 반향을 일으켰다. 이는 탈식민지화가 일어난 속도와 규모를 통해 드러났다. 연설 후, 영국 정부는 식민지를 둘러싼 경제적, 정치적 이해관계로부터 내부적인 압력을 느꼈다. 또 다른 보수당원인 솔즈베리 경은 케냐의 유럽 정착민들이 아프리카 주민들과 마찬가지로 영국 통치 아래에 머무르는 것을 선호할 것이라고 생각했다.
연설 이전에 연방 정부는 북로디지아와 니아살란드 식민지에서 흑인 다수 통치가 최선의 조치라는 제안을 일축했다. 코퍼벨트가 북로디지아를 통과했기 때문에 경제적 이익은 탈식민지화에 대한 반대자로 나타났다. 이 예는 맥밀런의 연설 후 보수당 동료들이 느낀 분노와 배신감의 일부를 설명하는 데 도움이 될 수 있다. 또한, 다양한 식민지의 급속한 탈식민지화로 인해 영국이 약하거나 불안정하게 보일 수 있다는 우려는 연설 당시 많은 보수당원들의 큰 관심사였다. 맥밀런은 연설에서 영국의 힘이 쇠퇴하지 않았다고 주장했지만, 제국이 약하게 보일 경우의 경제적 영향은 걱정스러울 것이었다.
다른 한편, 다른 영국의 반응은 연설이 진정으로 진정성 있는 어조를 가지고 있는지에 대한 우려를 나타냈다. 연설에서 맥밀런은 아파르트헤이트에 대한 영국의 반대를 언급했다. 남아프리카 공화국에서 공식적으로 연설이 이루어졌다는 사실은 영국의 언론 매체들이 정책에 어떤 즉각적인 변화가 있을지 의문을 제기하게 만들었다. 아파르트헤이트 문제와 함께, 맥밀런이 시사한 탈식민지화 과정은 식민지들이 독립을 얻은 후 식민 지배국의 정당성과 책임에 대한 질문을 제기했다. 많은 사람들은 영국으로부터 독립을 처음으로 허용받은 가나와 같은 국가들이 탈식민지화에 반대하는 경제적 이익이 없었기 때문에 그렇게 빨리 탈식민지화되었다고 느꼈다. 이러한 요인들은 보수 세력과 탈식민지화 과정을 시작하기를 원하는 사람들 사이에 국내에서 이념적 충돌을 일으켰을 뿐만 아니라 영국과 다른 국가들 간의 관계를 복잡하게 만들었다.

## 보수 월요 클럽
"변화의 바람" 연설의 결과로 국회의원들은 당 정책 변화를 논의하고 탈식민지화를 막기 위해 보수 월요 클럽을 결성했다. 또한 이 단체의 동기는 맥밀런이 당의 원래 목표와 목적을 정확하게 나타내지 못했다는 생각에 기초했다. 그 결과, 이 단체의 회원들은 모든 형태의 탈식민지화에 단호히 반대했으며, "변화의 바람" 연설 이후 외교 정책 변화에 따른 배신감과 불신감을 대표했다. 많은 보수당원들은 이 연설을 제국의 완전한 해체를 향한 또 다른 단계로 보았다. 보수 월요 클럽은 맥밀런의 연설의 직접적인 결과로 설립되었으며, 따라서 국내 보수당의 반응은 맥밀런에 대한 분개와 불신으로 볼 수 있다.